# Брицио, Франческо

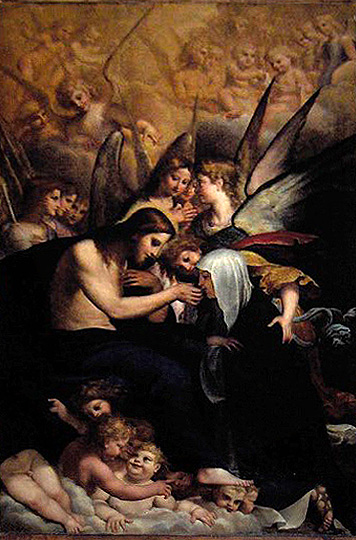
Франческо Брицио. Мистическое причастие Святой Екатерины, Базилика Сан-Доменико, Болонья

Франческо Брицио, известный также как Nosadella (итал. Francesco Brizio; 1574, Болонья — 1623, там же) — итальянский художник и гравёр эпохи раннего барокко. Представитель болонской школы живописи.

## Биография
Франческо Брицио родился в Болонье в 1574 году. Первоначально был учеником Бартоломео Пассаротти, позже учился у Агостино Карраччи и Лодовико Карраччи. До 1607 года оставался в Болонье и часто сотрудничал с другими учениками Людовико. Участвовал вместе с Леонелло Спада в создании исторических полотен для лоджий в Палаццо Бентивольо. Украсил фресками потолок для дворца Conti Boschetti в Модене.
В Болонье им создано полотно «Коронация Мадонны дель Борго» для базилики Сан-Петронио и фрески в монастыре Сан-Микеле в Боско.
В гравюре он следовал Агостино Карраччи, и по некоторым данным, исправлял некоторые из пластин этого мастера.
Одним из его учеников был Доменико Амброджи. Его сын Филиппо обучался у Гвидо Рени.
Умер в Болонье в 1623 году.
Среди известных его работ, как гравера:
- «Большой пейзаж»
- «Святой Рох с донатором» с картины Франческо Пармиджанино
- «Бегство в Египет» с картины Лодовико Карраччи
- «Святое семейство» с картины Корреджо
- «Портрет Цинтии Альдобрандини» с картины Лодовико Карраччи
- «Коронование Девы Марии с младенцем Иисусом» (1594)
- «Святой Франциск на коленях с младенцем Иисусом и двумя ангелами»
- «Святой Иероним» (завершил неоконченную работу Агостино Карраччи)
- «Христос и самарянин» с картины Аннибале Карраччи (1610) и др.

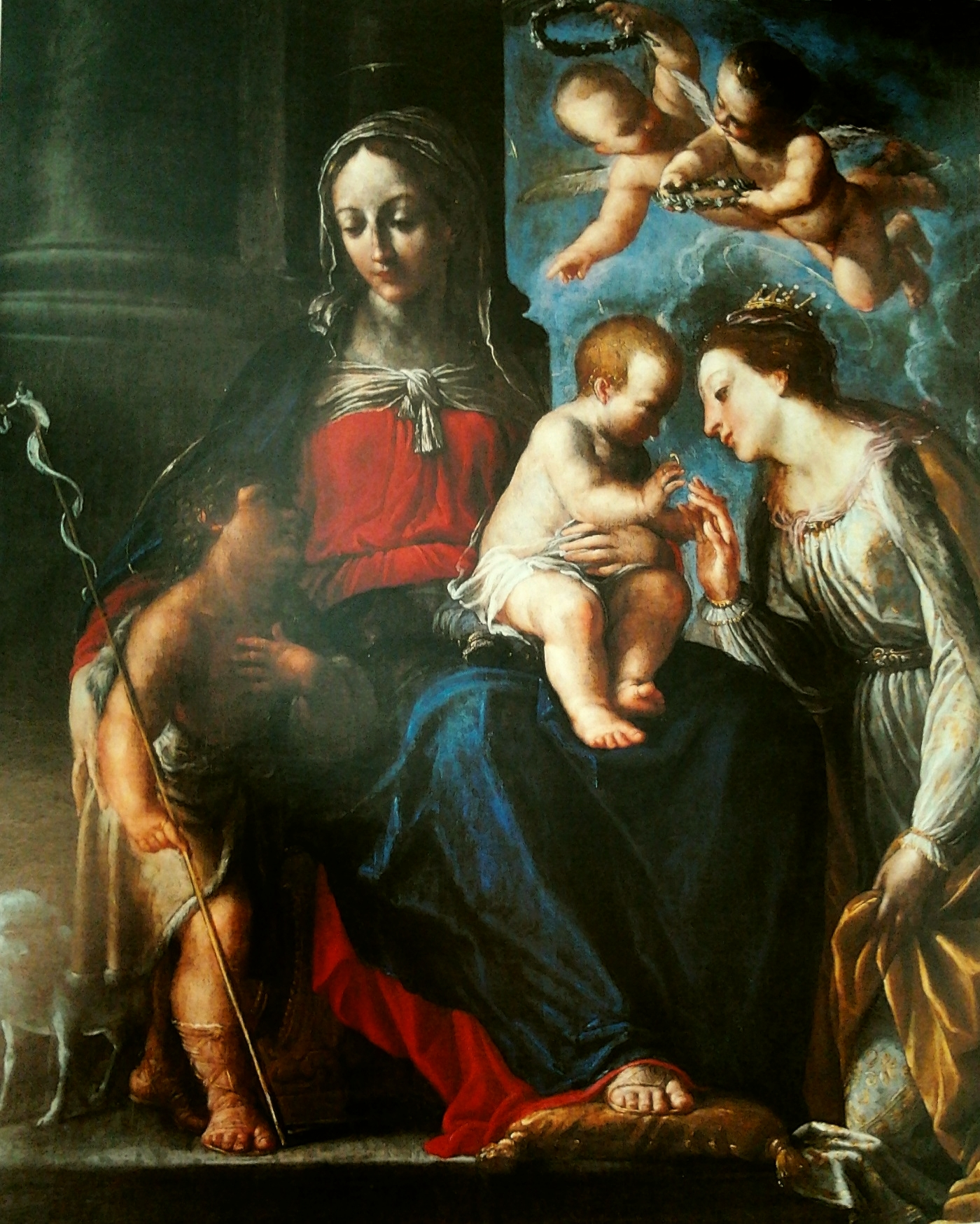
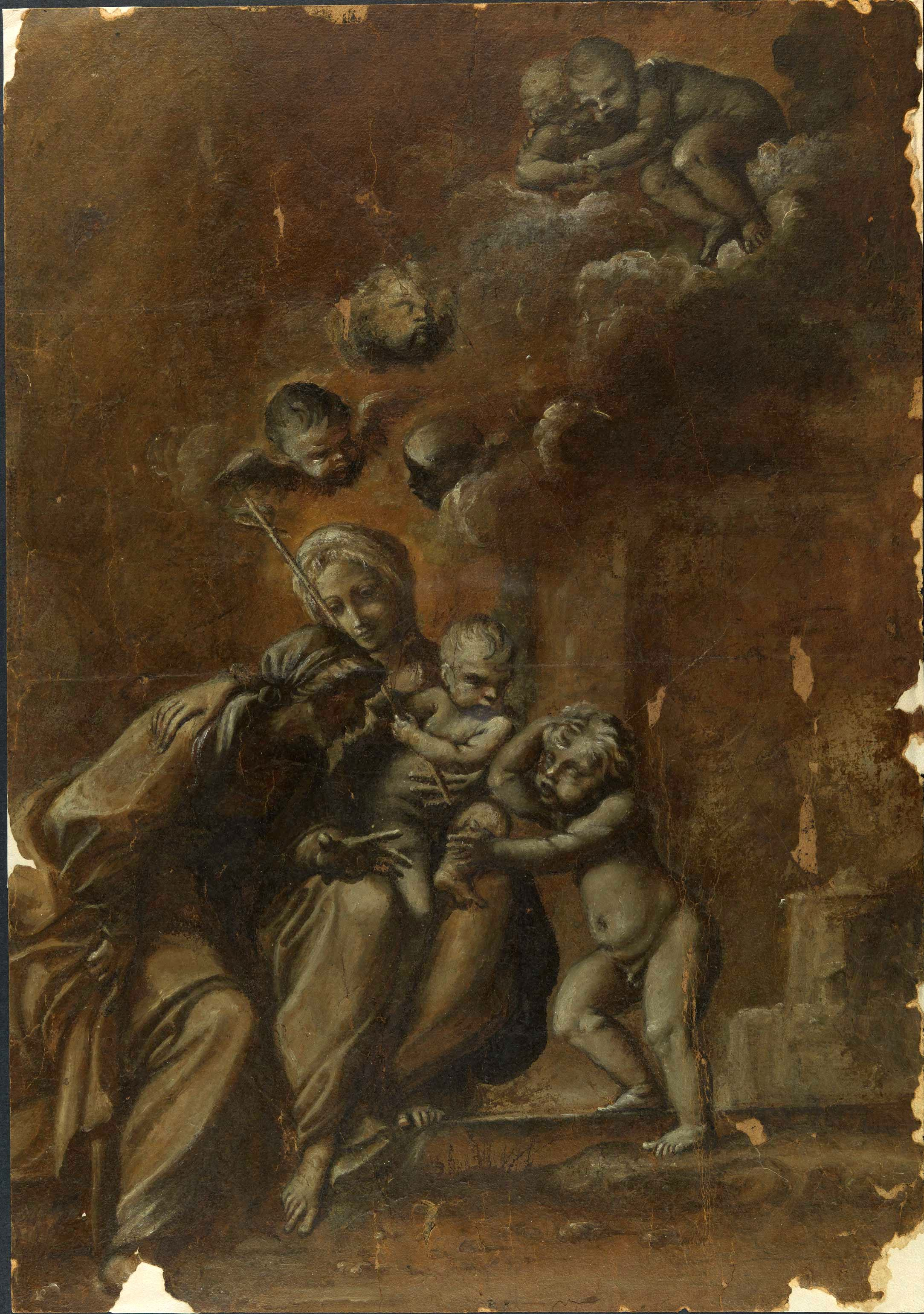
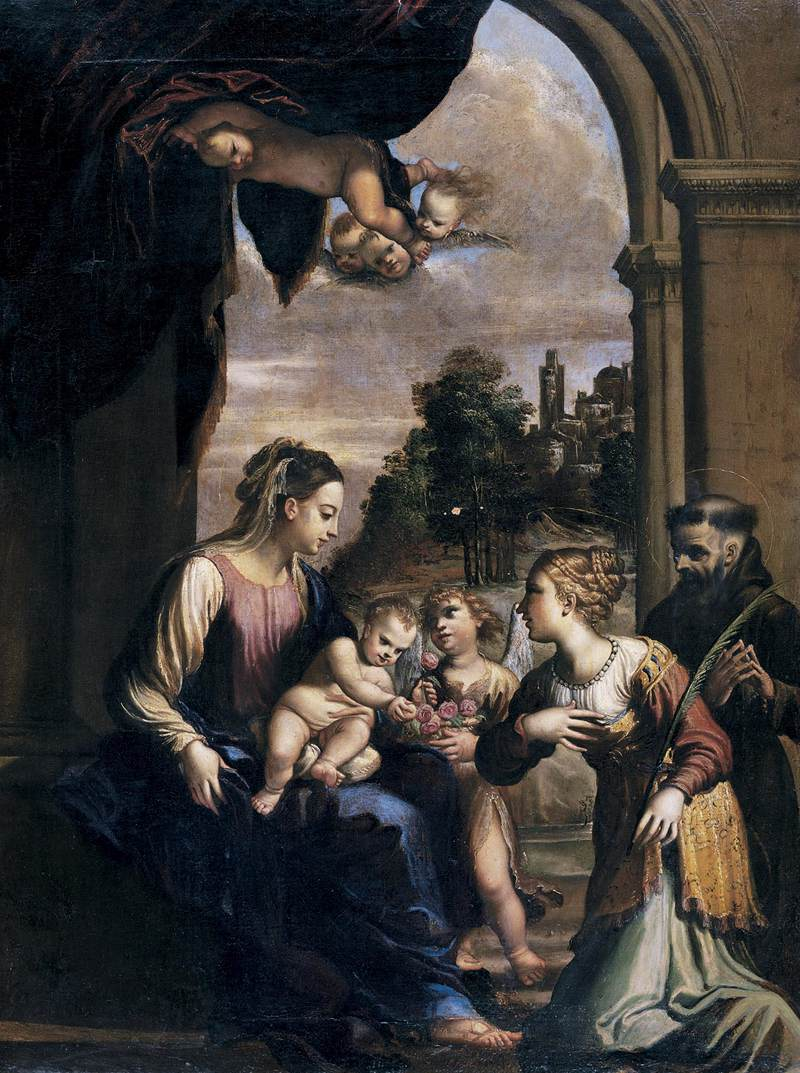